# Чемпіонат Буковини з хокею 1939
Переможцем "Регіональної Ліги Півночі" (читай - першості Буковини) 1939 року вкотре став чернівецький «Драгош Воде», а срібло виборов ТВ «Ян». Також відомо, що в першості брав участь і «Мунчіторул».

## Підсумкова класифікація
| Місце | Команда                | І | В | Н | П | Ш   | О |
| ----- | ---------------------- | - | - | - | - | --- | - |
| 1     | «Драгош Воде» Чернівці | 2 | 2 | 0 | 0 | 6-1 | 4 |
| 2     | ТВ «Ян» Чернівці       | 1 | 0 | 0 | 1 | 1-2 | 0 |
| ?     | «Мунчіторул» Чернівці  | 1 | 0 | 0 | 1 | 0-4 | 0 |

## Товариські матчі
У 1939 році розіграш чемпіонського титулу в Румунії не відбувся.
У товариській зустрічі кращий клуб Буковини «Драгош Воде» зустрівся з одним із провідних клубів Галичини львівською «Погонню». Матч закінчився унічию 1:1.